# Golfo de Morrosquillo Airport
Golfo de Morrosquillo Airport är en flygplats i Colombia.   Den ligger i departementet Sucre, i den norra delen av landet, 600 km norr om huvudstaden Bogotá. Golfo de Morrosquillo Airport ligger 8 meter över havet.
Terrängen runt Golfo de Morrosquillo Airport är mycket platt. Havet är nära Golfo de Morrosquillo Airport åt nordväst. Runt Golfo de Morrosquillo Airport är det ganska tätbefolkat, med 104 invånare per kvadratkilometer. Närmaste större samhälle är Tolú, 1,7 km norr om Golfo de Morrosquillo Airport. Omgivningarna runt Golfo de Morrosquillo Airport är en mosaik av jordbruksmark och naturlig växtlighet.